# Krajné Čierno
Krajné Čierno, dříve (do roku 1948) Krajné Čarno, je obec na Slovensku v okrese Svidník. 

## Poloha
Krajné Čierno je v Nízkých Beskydech a patří do Laborecké vrchoviny. Nadmořská výška je 324 m v centru obce, jinak od 290 až po 500 m n. m. Obcí v délce cca 5 km protéká Blichov potok (také Černianka), který je levostranným přítokem říčky Ladomirky, do které se vlévá 1 km západně od Huncovců. Obec je obklopena bukovými a březovými lesy.

## Historie
Obec vznikla v letech 1573 – 1598. První písemná zmínka  je z roku 1618, kdy je uvedena  pod názvem Krainiay Czarno, a to v urbáři panství Makovica. Poddanské povinnosti a neutěšené sociální poměry na obyvatele vsi těžce doléhaly a vyvolávaly nespokojenost a odpor poddaných. Nemalá část poddaných byla zapojena do zbojníckych družín. V okolí obce působila zbojnícka družina Fedora Hlavatha.
V roce 1773 byla obec vedena též pod názvem Krajna-Csarno, Krajna-Csarnó, Krajna-Czarnó. V roce 1786 pod názvem Cscharno, Krajna Csohorno. V roce 1808 Krajna – Csarnó, Cžarno. V letech 1863 až 1882 Krajnacsarnó, 1888 až 1902 Krajnócsarnó. V době maďarizace obec dostala v letech 1907 až 1913 názov Krajnócsarno, Végcsarnó. Ani po vzniku Československa nebyl název obce ustálen. V roce 1920 byl název obce Krajné Čierne, v roce 1927 Krajné Čarno a od roku 1948 Krajné Čierno. 
Během 2. světové války, v listopadu 1944, při bojích o silniční komunikaci Ladomirová - Krajná Poľana byla obec značně poškozena.
Historicky byla obec součástí Makovického panství a patřila do Šarišské župy a Svidníckého okresu. Po vzniku Československa patřila do Prešovského kraje. V roce 1960, po vzniku nového územně správního členění byla součástí Východoslovenského kraje a Bardějovského okresu. Od roku 1968 byla obec znovu začleněná do Svidníckého okresu.

### Historické údaje o počtu domů a obyvatel
V roce 1787 měla obec 14 domů a 83 obyvatel, v roce 1828 měla 20 domů a 162 obyvatel. V roce 1942 30 domů a 203 obyvatel. V tomto období v obci žilo i 11 židů. V roce 2004 v obci žilo 86 obyvatel.

## Pamětihodnosti
- Chrám svatého Basila Velikého
- Vojenský hřbitov z 1. světové války – malý hřbitov, který je součástí obecního hřbitova